# 와카사촌 (홋카이도)
와카사촌(若佐村)은 일본 홋카이도 도코로군에 설치되었던 촌이다. 현재의 사로마정의 일부에 해당한다.